# Seah Eng Hee
Seah Eng Hee (* um 1915) war ein Badmintonspieler aus Singapur.

## Karriere
Seah Eng Hee verzeichnet als seinen größten Erfolg den Sieg im Herreneinzel bei der dritten Auflage der Malaysia Open 1939, wo er überraschend im Endspiel den Titelverteidiger Tan Chong Tee mit 15:8 und 17:14 bezwang. In der ersten Auflage 1937 stand er auch schon im Finale, unterlag dort aber A. S. Samuel, nachdem er zuvor im Halbfinale S. A. Durai mit 15:12 und 15:2 ausgeschaltet hatte.
1935 gewann er die offenen Meisterschaften von Singapur im Mixed mit Aileen Wong im Finale gegen E. J. Vass und Alice Pennefather mit 21:14 und 21:17.